# 와스

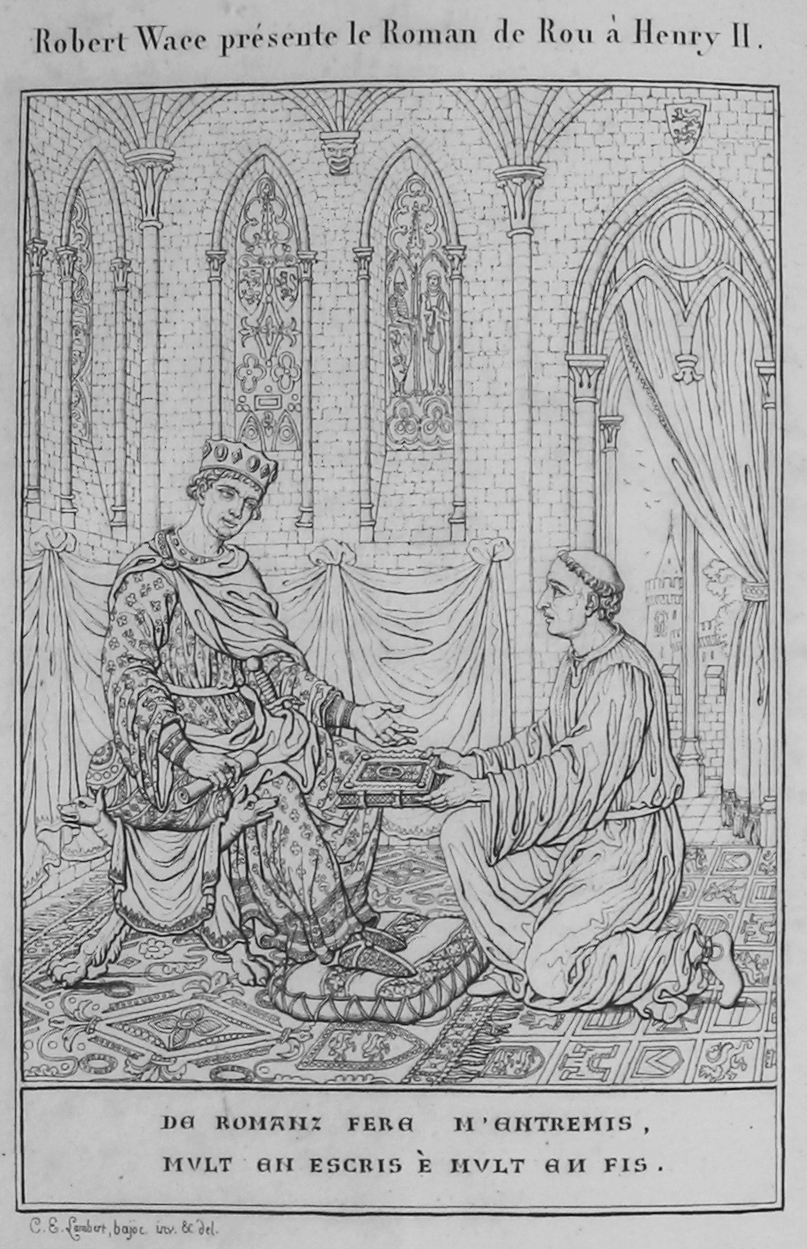

와스(Wace, 1110년 - 1170년?)는 중세의 시인으로, 1110년 경 태어나 1170년 이후에 사망한 것으로 추정되나, 정확한 연도는 알려져 있지 않다. 저지섬에서 태어났으나, 곧 컹(Caen)으로 옮겨와 거기서 어린 시절을 보낸 후, 샤르트르(Chartres) 아니면 파리(Paris)에서 사제가 되는 교육을 받았다. 그 후 다시 컹으로 돌아와 대부분의 생애를 그 곳 교회에서 보내며, 종교적 주제의 시, 성인들의 전기 등을 썼으나, 무엇보다도 1155년 완성시킨 《브륏의 이야기》(Le Roman de Brut) 덕분에 큰 명성을 얻었다. 이 작품은 사실 조프리 오브 먼마우스(Geoffrey of Monmouth)의 유명한 라틴어 저작 《영국 왕들의 이야기》(Historia regum Britannie)를 번역한 것이긴 하나, 상당 부분을 새롭게 각색하고, 대화와 묘사를 많이 첨가하였다. 특히 아서왕을 다룬 부분에서는 최초로 원탁의 개념을 도입하였다. 《브륏의 이야기》는 라야먼(Layamon)에 의하여 영어로 번역되었으며, 크레티앙 드 트르와(Chrétien de Troyes)를 비롯하여, 아서왕의 소재를 다룬 중세 작가들에게 큰 영향을 미쳤다.
《브륏의 이야기》의 큰 성공 이후 와쓰는 그 후속인 《루의 이야기》(Le Roman de Rou)를 집필하기 시작하였으나, 무슨 이유에서인지 미완성인 채로 남겨 두었다. 게다가 팔음절 싯구로 시작하였으나 곧 십이음절로 운율을 바꾸고, 그나마도 곧 중단한 후 십여 년이 넘게 손보지 않다가, 1170년이 지나서야 다시 팔음절 싯구로 재개하는 등, 이 소설을 쓰는 데에 많은 우여곡절이 있었던 것으로 학자들은 추정하고 있다.
이 두 대작 외에 초창기 작품으로 《성녀 마르그릿의 삶》(La Vie de sainte Marguerite), 《성 니콜라의 삶》(La Vie de saint Nicolas), 《성모의 수태》(Conception Notre Dame) 등이 오늘날까지 전해지고 있다.
한편 와스가 사용한 언어는 그의 모국어인 앵글로노르만어(anglo-normand)으로써, 이것은 오일어(langue d'oïl), 즉 중세 프랑스어의 일종이다. 오늘날 와스의 작품은 넓게는 불문학에, 전문가들 사이에서는 앵글로노르만 문학에 속한다. 그의 작품이 영국의 역사를 다루기 때문에 그를 영국 작가로 착각하거나, 그의 이름을 현대 영어식으로 /웨이스/라 읽는 오류가 간혹 범해진다.

## 원문 편집
- WACE, Roman de Brut, édité par I. Arnold, 2 vols., Paris, 1938-1940.
- WEISS, Judith, Wace's Roman de Brut. A History of the British. Text and Translation, Exeter, 2006.
- ARNOLD, I., & PELAN, M., La partie arthurienne du Roman de Brut, Paris, 1962.
- WACE, Roman de Rou, édité par J. Holden, 3 vols. Paris, 1970-1973.